# إسحاق غرونباوم
إسحاق غرونباوم (بالبولندية: Izaak Grünbaum، بالعبرية: יצחק גרינבוים، ولد 24 نوفمبر 1879 توفى 7 سبتمبر 1970). كان زعيم بارز في الحركة الصهيونية بين يهود بولندا ما بين الحربين العالميتين واليشوب في فلسطين الانتدابية، وأول وزير الداخلية لإسرائيل.
ولد غرونباوم في وارسو، بولندا. حينما كان طالباً في الفقه، بدأ أنشطة نيابة عن الحركة الصهيونية وعمل في الصحافة. هاجر غرونباوم إلى فلسطين في عام 1933. كان عضواً في مجلس إدارة الوكالة اليهودية والمنظمة الصهيونية العالمية. كما كان من بين مجموعة من 13 وزير شكلوا الحكومة الانتقالية للدولة اليهودية الحديثة، وبصفته عضو في مجلس الشعب، وقع على وثيقة الاستقلال.